# Badminton nos Jogos Pan-Americanos de 2023
As competições de badminton nos Jogos Pan-Americanos de 2023 em Santiago, Chile, foram realizadas entre 21 e 25 de outubro de 2023 no Centro de Treinamento Olímpico, localizado em Ñuñoa. Cinco eventos foram disputados: individual e duplas no masculino e no feminino, além de um evento de duplas mistas. Um total de 90 atletas competiram. O evento valeu pontos na corrida olímpica aos Jogos Olímpicos de Verão de 2024 em Paris.

## Qualificação
Um total de 90 atletas (45 homens e 45 mulheres) se classificaram para competir nos jogos. Um CON pode classificar até quatro atletas por gênero. Como país-sede, o Chile classificou automaticamente uma equipe completa de oito atletas. Todas as outras vagas serão alocadas através do ranking mundial de 2 de maio de 2023. O atleta e as duplas melhores ranqueadas de cada CON em cada um dos cinco eventos tiveram os pontos somados para determinar o total do CON. Os três melhores países do ranking classificaram oito atletas, enquanto os quatro seguintes classificaram seis atletas (três por gênero), com os quatro subsequentes classificando quatro (dois por gênero). Todas as outras nações classificaram um atleta cada, até que a cota por gênero fosse atingida. Os medalhistas de ouro no individual masculino e no individual feminino nos Jogos Pan-Americanos Júnior de 2021 receberam uma vaga direta para Santiago 2023, que não fez parte do limite de cota especificado no sistema de classificação para estes Jogos. 

## Nações participantes
Um total de 23 CONs classificaram competidores no Pan. O número de classificados se encontra em parênteses.
- ARG Argentina (4)
- BAR Barbados (1)
- BOL Bolívia (1)
- BRA Brasil (8)
- CAN Canadá (10)
- CHI Chile (8)
- COL Colômbia (2)
- CRC Costa Rica (1)
- CUB Cuba (4)
- ESA El Salvador (6)
- ECU Equador (2)
- EAI Equipe de Atletas Independentes (7)
- USA Estados Unidos (8)
- GUY Guiana (1)
- HAI Haiti (1)
- JAM Jamaica (4)
- MEX México (6)
- PAR Paraguai (1)
- PER Peru (6)
- DOM República Dominicana (4)
- SUR Suriname (1)
- TTO Trinidad e Tobago (2)
- VEN Venezuela (2)

## Medalhistas
Masculino
| Evento              | Ouro                            | Prata                                            | Bronze                                                              |
| ------------------- | ------------------------------- | ------------------------------------------------ | ------------------------------------------------------------------- |
| Individual detalhes | Brian Yang CAN Canadá           | Kevin Cordón EAI Equipe de Atletas Independentes | Uriel Canjura ESA El Salvador                                       |
| Individual detalhes | Brian Yang CAN Canadá           | Kevin Cordón EAI Equipe de Atletas Independentes | Luis Ramón Garrido MEX México                                       |
| Duplas detalhes     | Adam Dong Nyl Yakura CAN Canadá | Fabrício Farias Davi Silva BRA Brasil            | Aníbal Marroquín Jonathan Solís EAI Equipe de Atletas Independentes |
| Duplas detalhes     | Adam Dong Nyl Yakura CAN Canadá | Fabrício Farias Davi Silva BRA Brasil            | Job Castillo Luis Montoya MEX México                                |

Feminino
| Evento              | Ouro                                   | Prata                                | Bronze                                     |
| ------------------- | -------------------------------------- | ------------------------------------ | ------------------------------------------ |
| Individual detalhes | Beiwen Zhang USA Estados Unidos        | Jennie Gai USA Estados Unidos        | Rachel Chan CAN Canadá                     |
| Individual detalhes | Beiwen Zhang USA Estados Unidos        | Jennie Gai USA Estados Unidos        | Taymara Oropesa CUB Cuba                   |
| Duplas detalhes     | Catherine Choi Josephine Wu CAN Canadá | Annie Xu Kerry Xu USA Estados Unidos | Sânia Lima Juliana Vieira BRA Brasil       |
| Duplas detalhes     | Catherine Choi Josephine Wu CAN Canadá | Annie Xu Kerry Xu USA Estados Unidos | Romina Fregoso Miriam Rodríguez MEX México |

Misto
| Evento          | Ouro                                          | Prata                                     | Bronze                              |
| --------------- | --------------------------------------------- | ----------------------------------------- | ----------------------------------- |
| Duplas detalhes | Ty Alexander Lindeman Josephine Wu CAN Canadá | Vinson Chiu Jennie Gai USA Estados Unidos | José Guevara Inés Castillo PER Peru |
| Duplas detalhes | Ty Alexander Lindeman Josephine Wu CAN Canadá | Vinson Chiu Jennie Gai USA Estados Unidos | Davi Silva Sânia Lima BRA Brasil    |

## Quadro de medalhas
| Ordem | País                                | Medalha de ouro | Medalha de prata | Medalha de bronze |    |
| ----- | ----------------------------------- | --------------- | ---------------- | ----------------- | -- |
| 1     | CAN Canadá                          | 4               |                  | 1                 | 5  |
| 2     | USA Estados Unidos                  | 1               | 3                |                   | 4  |
| 3     | BRA Brasil                          |                 | 1                | 2                 | 3  |
| 4     | EAI Equipe de Atletas Independentes |                 | 1                | 1                 | 2  |
| 5     | MEX México                          |                 |                  | 3                 | 3  |
| 6     | CUB Cuba                            |                 |                  | 1                 | 1  |
|       | ESA El Salvador                     |                 |                  | 1                 | 1  |
|       | PER Peru                            |                 |                  | 1                 | 1  |
| TOTAL | TOTAL                               | 5               | 5                | 10                | 20 |